# Episodi di Quincy (quarta stagione)
La quarta stagione della serie televisiva Quincy, composta da 23 episodi, è stata trasmessa in prima visione negli Stati Uniti d'America dalla NBC dal 21 settembre 1978 al 12 aprile 1979.
| nº | Titolo originale                            | Titolo italiano                      | Prima TV USA      | Prima TV Italia |
| -- | ------------------------------------------- | ------------------------------------ | ----------------- | --------------- |
| 1  | The Last Six Hours                          | Le ultime sei ore                    | 21 settembre 1978 |                 |
| 2  | Speed Trap                                  | Una carriera pericolosa              | 12 ottobre 1978   |                 |
| 3  | A Test for Living                           | Una vita da salvare                  | 19 ottobre 1978   |                 |
| 4  | Death by Good Intentions                    | Una questione razziale               | 26 ottobre 1978   |                 |
| 5  | Images                                      | L'altra immagine                     | 2 novembre 1978   |                 |
| 6  | Even Odds                                   | Momento critico                      | 9 novembre 1978   |                 |
| 7  | Dead and Alive                              | Vivo o morto?                        | 16 novembre 1978  |                 |
| 8  | No Way to Treat a Body                      | Cadaveri in soffitta                 | 30 novembre 1978  |                 |
| 9  | A Night to Raise the Dead                   | Notte da apocalisse                  | 7 dicembre 1978   |                 |
| 10 | A Question of Death                         | Questione di vita o morte            | 4 gennaio 1979    |                 |
| 11 | House of No Return                          | Casa senza uscita                    | 11 gennaio 1979   |                 |
| 12 | A Small Circle of Friends                   | Strane amicizie                      | 18 gennaio 1979   |                 |
| 13 | The Depth of Beauty                         | La maschera e il volto               | 25 gennaio 1979   |                 |
| 14 | Walk Softly Through the Night - Part I & II | Un grido nella notte (1ª e 2ª parte) | 1º febbraio 1979  |                 |
| 15 | Walk Softly Through the Night - Part I & II | Un grido nella notte (1ª e 2ª parte) | 1º febbraio 1979  |                 |
| 16 | Aftermath                                   | Dopo il disastro                     | 7 febbraio 1979   |                 |
| 17 | Dark Angel                                  | L'angelo tenebroso                   | 15 febbraio 1979  |                 |
| 18 | Physician, Heal Thyself                     | Cura te stesso                       | 22 febbraio 1979  |                 |
| 19 | Promises to Keep                            | Promessa da mantenere                | 1º marzo 1979     |                 |
| 20 | Semper-Fidelis                              | Semper fidelis                       | 15 marzo 1979     |                 |
| 21 | An Ounce of Prevention                      | Problema di inquinamento             | 22 marzo 1979     |                 |
| 22 | The Death Challenge                         | Sfida mortale                        | 24 marzo 1979     |                 |
| 23 | The Eye of the Needl                        | La cruna dell'ago                    | 12 aprile 1979    |                 |

## Le ultime sei ore
- Titolo originale: The Last Six Hours
- Diretto da: Corey Allen
- Scritto da: Steve Greenberg e Aubrey Solomon

### Trama
Avendo finalmente un po' di tempo libero, Quincy si allontana da Los Angeles con Barbara, la sua ultima fiamma. Quasi finiscono fuori strada e poi assistono a un incidente.

## Una carriera pericolosa
- Titolo originale: Speed Trap
- Diretto da: Ron Satlof (accreditato come Ronald Satlof)
- Scritto da: Steve Greenberg (sceneggiatura), Aubrey Solomon (sceneggiatura) e Pamela Glasser (soggetto)

### Trama
Quando un incidente automobilistico si rivela fatale per un ex pilota del Gran Premio, solo l'autopsia di Quincy  bolla l'incidente come un possibile omicidio.

## Una vita da salvare
- Titolo originale: A Test for Living
- Diretto da: Ron Satlof (accreditato come Ronald Satlof)
- Scritto da: Patrick Mathews (sceneggiatura), James Rosin (sceneggiatura) e Jack Klugman (sceneggiatura e storia)

### Trama
Le capacità di persuasione di Quincy vengono messe a dura prova quando fa una crociata per la rivalutazione di un bambino di 7 anni come bambino autistico.

## Una questione razziale
- Titolo originale: Death by Good Intentions
- Diretto da: Ron Satlof (accreditato come Ronald Satlof)
- Scritto da: Howard Dimsdale (soggetto), Michael Halperin (soggetto) e Robert Crais (sceneggiatura)

### Trama
Un paziente muore poche ore dopo aver subito con successo un'operazione chirurgica. Un medico di 'Azione Affermativa' viene sospeso a causa del suo 'errore'.

## L'altra immagine
- Titolo originale: Images
- Diretto da: Ray Danton
- Scritto da: Ray Danton (soggetto), Steve Greenberg (sceneggiatura) e Aubrey Solomon (sceneggiatura)

### Trama
Un incendio in una piccola stanza di un motel provoca la morte della donna single che lo occupa. Le prove dimostrano che la vittima è Jessica Ross, la giornalista più importante del paese.

## Momento critico
- Titolo originale: Even Odds
- Diretto da: Ray Danton
- Scritto da: Pamela Glasser

### Trama
Quincy è gravemente ferito sulla scena di un crimine, quindi tocca a Sam, Asten e al tenente Monahan risolvere il caso a cui stava lavorando e catturare la persona che gli ha sparato.

## Vivo o morto?
- Titolo originale: Dead and Alive
- Diretto da: Jim Benson (accreditato come James Benson)
- Scritto da: James Rosin

### Trama
Un'apparente vittima di omicidio diventa l'oggetto dell'indagine approfondita e dell'identificazione di Quincy quando sua madre e sua sorella insistono sul fatto che sia ancora vivo.

## Cadaveri in soffitta
- Titolo originale: No Way to Treat a Body
- Diretto da: Ron Satlof (accreditato come Ronald Satlof)
- Scritto da: Robert Crais e Bill Seal

### Trama
L'ultima amica di Quincy si trasferisce in un nuovo appartamento e scopre accidentalmente due corpi mummificati.

## Notte da apocalisse
- Titolo originale: A Night to Raise the Dead
- Diretto da: Gene Nelson
- Scritto da: Michael Halperin (sceneggiatura) e Peter J. Thompson (soggetto)

### Trama
Dopo quattro notti di pioggia continua, un uomo trova un cadavere vicino alla sua auto. Una volta completata l'autopsia, Quincy annuncia che l'uomo è morto di tifo, una malattia estremamente contagiosa.

## Questione di vita o morte
- Titolo originale: A Question of Death
- Diretto da: Ray Danton
- Scritto da: Aubrey Solomon (sceneggiatura e storia), Steve Greenberg (sceneggiatura e storia), Peter J. Thompson (soggetto) e Robert Crais (soggetto)

### Trama
L'ufficio del medico legale sta aiutando un ospedale con il loro programma di donazione di organi. Quincy va lì per aiutare a dichiarare morto un giovane, il cui rene spetterebbe a un uomo costantemente sottoposto a dialisi.

## Casa senza uscita
- Titolo originale: House of No Return
- Diretto da: Harvey S. Laidman
- Scritto da: Aubrey Solomon (sceneggiatura), Steve Greenberg (sceneggiatura e storia) e Deborah Klugman (soggetto)

### Trama
Quincy indaga sulla morte di un giovane in una casa per persone che hanno commesso un crimine, ma sono considerate mentalmente incapaci e quindi non condannabili alla prigione vera e propria.

## Strane amicizie
- Titolo originale: A Small Circle of Friends
- Diretto da: Peter J. Thompson
- Scritto da: Steve Greenberg (sceneggiatura e storia), Aubrey Solomon (sceneggiatura e storia) e Jack Morton (soggetto)

### Trama
Una retata di prostitute segue la morte di un atleta che ha contratto un ceppo di gonorrea resistente ai farmaci.

## La maschera e il volto
- Titolo originale: The Depth of Beauty
- Diretto da: Ray Danton
- Scritto da: Robert Crais (sceneggiatura e storia) e Barbara Evans (soggetto)

### Trama
Quincy approfondisce il mondo della chirurgia estetica dopo aver svolto l'autopsia di una donna che si è suicidata perché odiava le cicatrici causate da un'operazione fallita.

## Un grido nella notte (1ª e 2ª parte)
- Titolo originale: Walk Softly Through the Night: Part I & II
- Diretto da: Paul Krasny
- Scritto da: David Moessinger

### Trama
Il figlio di un amico di Quincy muore per un collasso causato da una massiccia overdose di farmaci. Quincy e il padre del ragazzo sono determinati a scoprire chi ha prescritto i farmaci e perché il ragazzo non è stato in grado di ricevere aiuto. Quincy continua nella sua ricerca per chiudere l'ambulatorio del dottor Colella e impedirgli di continuare a emettere prescrizioni per i tossicodipendenti.

## Dopo il disastro
- Titolo originale: Aftermath
- Diretto da: Tony Mordente
- Scritto da: Steve Greenberg (sceneggiatura), Aubrey Solomon (sceneggiatura), Peter J. Thompson (soggetto)

### Trama
Un grosso aereo passeggeri precipita a 40 miglia da Los Angeles. Quincy e Sam vengono inviati per iniziare l'identificazione dei corpi e per assicurarsi che la scena dell'incidente sia mantenuta intatta.

## L'angelo tenebroso
- Titolo originale: Dark Angel
- Diretto da: Ray Danton
- Scritto da: Robert Crais

### Trama
Monaghan chiede a Quincy di mettere l'autopsia di un giovane ladro d'auto in cima alla sua lista di priorità, affermando che un agente di polizia ha inseguito e ucciso la vittima dopo averla fermata insieme ai suoi complici nella loro auto rubata.

## Cura te stesso
- Titolo originale: Physician, Heal Thyself
- Diretto da: Corey Allen
- Scritto da: Steve Greenberg e Aubrey Solomon

### Trama
Un'adolescente muore dopo un aborto e Quincy scopre dal suo ragazzo che il medico che ha operato la ragazza potrebbe essere stato ubriaco. Quincy trova difficile ritenerlo responsabile quando tutti intorno a lui sono così disposti a coprirlo.

## Promessa da mantenere
- Titolo originale: Promises to Keep
- Diretto da: Harvey S. Laidman (accreditato come Harvey Laidman)
- Scritto da: Erich Collier (sceneggiatura) e Jack Klugman (soggetto)

### Trama
Quincy e Sam devono rimanere fino a tardi in ufficio, ripassando il lavoro che è stato completato da un medico legale che, si è scoperto, non era qualificato per il lavoro.

## Semper fidelis
- Titolo originale: Semper-Fidelis
- Diretto da: Tony Mordente
- Scritto da: Robert Crais (sceneggiatura) e Maurice Klugman (soggetto)

### Trama
La morte di una recluta dei marine potrebbe essere il risultato della vendetta di un sergente istruttore.

## Problema di inquinamento
- Titolo originale: An Ounce of Prevention
- Diretto da: Kenneth Gilbert
- Scritto da: Steve Greenberg (sceneggiatura e soggetto), Aubrey Solomon (sceneggiatura e soggetto), Robert Crais (sceneggiatura e soggetto), Larry Tuch (soggetto) e Sol Weisel (soggetto)

### Trama
Quincy scopre che un operaio edile è morto a causa dell'inquinamento del terreno sotto casa sua.

## Sfida mortale
- Titolo originale: The Death Challenge
- Diretto da: Ron Satlof (accreditato come Ronald Satlof)
- Scritto da: Richard M. Bluel (accreditato come Richard Bluel) e Pat Fielder

### Trama
L'assistente di un mago in pensione muore eseguendo la migliore illusione del suo mentore.

## La cruna dell'ago
- Titolo originale: The Eye of the Needle
- Diretto da: Ron Satlof (accreditato come Ronald Satlof)
- Scritto da: A.L. Christopher (sceneggiatura e storia) e Robert Crais (sceneggiatura)

### Trama
La morte accidentale di una donna malata oltraggia Quincy quando scopre che la donna era stata in cura presso un medico olistico ed era stata curata con rimedi naturali, non riconosciuti dalla scienza.